# (32772) 1986 JL
(32772) 1986 JL est un objet de la ceinture principale intérieure de 6,035 km de diamètre découvert en 1986.

## Description
(32772) 1986 JL a été découvert le 11 mai 1986 au Centre de recherches en géodynamique et astrométrie (CERGA), à Caussols en France, par Christian Pollas.

### Caractéristiques orbitales
L'orbite de cet astéroïde est caractérisée par un demi-grand axe de 1,96 ua, un périhélie de 1,77 ua, une excentricité de 0,010 et une inclinaison de 25,55° par rapport à l'écliptique. Du fait de ces caractéristiques, à savoir un demi-grand axe inférieur à 2 ua et un périhélie supérieur à 1,666 ua, il est classé, selon la JPL Small-Body Database, objet de la ceinture principale intérieure.

### Caractéristiques physiques
(32772) 1986 JL a une magnitude absolue (H) de 13,9 et un albédo estimé à 0,182, ce qui permet de calculer un diamètre de 6,035 km. Ces résultats ont été obtenus grâce aux observations du Wide-Field Infrared Survey Explorer (WISE), un télescope spatial américain mis en orbite en 2009 et observant l'ensemble du ciel dans l'infrarouge, et publiés en 2014 dans un article présentant les résultats concernant 2 835 astéroïdes de la ceinture principale.